# آلکساندر خاچاتریان
آلکساندر خاچاتریان (ارمنی: Ալեքսանդր Խաչատրյան؛ زادهٔ ۷ نوامبر ۱۹۴۷) یک بازیگر اهل ارمنستان است. وی از سال ۱۹۷۳ میلادی تاکنون مشغول فعالیت بوده‌است.

## گزیده فیلمشناسی
از فیلم‌ها یا برنامه‌های تلویزیونی که وی در آن نقش داشته است می‌توان به آخرین سکنه، باغ سیب، ستاره امید اشاره کرد.